# Decatur megye (Georgia)
Decatur megye az Amerikai Egyesült Államokban, azon belül Georgia államban található. Megyeszékhelye és legnagyobb városa Bainbridge. Lakosainak száma 29 367 fő (2020. április 1.). Decatur megye Miller, Mitchell, Baker, Grady, Gadsden és Seminole megyékkel határos.

## Népesség
A megye népességének változása:
| Lakosok száma | 27 826 | 27 666 | 27 472 | 27 359 | 27 174 | 29 367 |
|               | 2010   | 2011   | 2012   | 2013   | 2015   | 2020   |